# Terminalia menezesii
Terminalia menezesii là một loài thực vật có hoa trong họ Trâm bầu. Loài này được Mendes & Exell miêu tả khoa học đầu tiên năm 1973.